# 近鐵集團控股
近鐵集團控股（日语：近鉄グループホールディングス株式会社）是日本的一家控股公司，旗下企業包括大手私鐵之一的近畿日本鐵道（近鐵）、近鐵百貨店、等企業。該公司在2015年4月1日改為現名。

## 外部連結

- 近鉄グループホールディングス （页面存档备份，存于）
- 近鉄グループ情報 （页面存档备份，存于） - 近鉄グループホールディングス